# Anne Seydoux-Christe

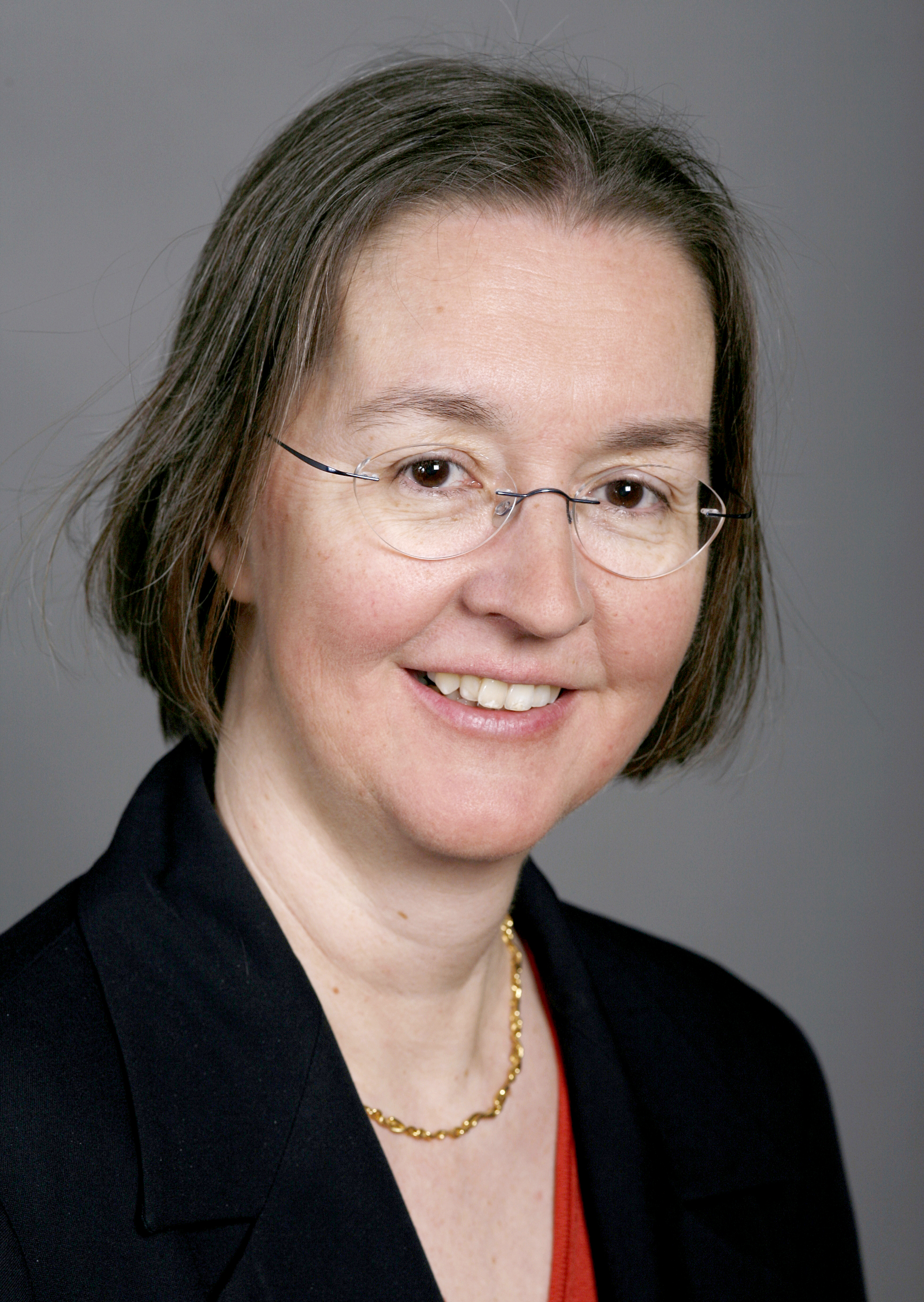
Anne Seydoux-Christe (2007)

Anne Seydoux-Christe (* 7. Juli 1958 in Delsberg; heimatberechtigt in Vaulruz) ist eine Schweizer Politikerin (CVP). Seit 2021 ist sie Präsidentin der PostCom.

## Leben
Seydoux-Christe begann ihre politische Laufbahn 2001 als Gemeinderätin (Legislative) in Delsberg. Von Januar 2003 bis November 2007 war sie Kantonsrätin im Kanton Jura. Bei der jurassischen Ständeratswahl vom 21. Oktober 2007 gelang ihr die Wahl in den Ständerat. 2011 und 2015 wurde sie wiedergewählt. Aufgrund einer kantonalen Amtszeitbeschränkung konnte sie bei den Wahlen 2019 nicht mehr kandidieren und trat zurück.
Seit dem 1. Februar 2021 ist sie Präsidentin der PostCom, sie folgte auf Géraldine Savary.
Anne Seydoux-Christe ist Juristin, lebt in Delsberg, ist verheiratet und hat drei Kinder.